# Anthelephila cavicollis
Anthelephila cavicollis es una especie de coleóptero de la familia Anthicidae.

## Distribución geográfica
Habita en Tamil Nadu (India).